# Biały myśliwy, czarne serce
Biały myśliwy, czarne serce (ang. White Hunter, Black Heart) – amerykański film przygodowy z 1990 roku na podstawie powieści Petera Viertela. Film jest próbą odtworzenia wydarzeń sprzed 30 lat, które nastąpiły w trakcie kręcenia przez Johna Hustona filmu Afrykańska królowa. Zdjęcia kręcono w Zimbabwe.

## Fabuła
Światowej sławy reżyser, John Wilson (Clint Eastwood) wyrusza do Afryki, gdzie ma kręcić następny film. Zabiera ze sobą znajomego młodego pisarza Pete’a Verrilla (Jeff Fahey). Na miejscu obsesją Wilsona staje się polowanie na słonie, natomiast zaniedbuje przygotowania do filmu. Prowadzi to do wielowarstwowego konfliktu między tymi dwoma mężczyznami, zwłaszcza chodzi o to, czy właściwe jest zabijanie dla sportu tak wspaniałego zwierzęcia. Nawet Wilson przyznaje, że jest to czymś złym, nie tylko zbrodnią przeciw przyrodzie, ale wręcz „grzechem”. A jednak nie potrafi przezwyciężyć pragnienia powalenia olbrzymiego samca z imponującymi kłami. Wreszcie dochodzi do sytuacji, gdy Wilson postanawia nie strzelać do znajdującego się w pobliżu słonia, ten go atakuje, a reżysera ratuje miejscowy doświadczony przewodnik Kivu (Boy Mathias Chuma), sam ginąc.
Niewątpliwie chodzi tu o współpracę Johna Hustona i pisarza Petera Viertela podczas kręcenia Afrykańskiej królowej, w czasach, gdy tworzenie amerykańskich filmów w plenerach poza USA było bardzo rzadkie.

## Obsada
Źródło:
- Clint Eastwood jako John Wilson
- Jeff Fahey jako Peter Verrill
- Charlotte Cornwell jako pani Wilding, sekretarka Wilsona
- Norman Lumsden jako Butler George
- George Dzundza jako Paul Landers